# Oskar Person (målare)
Oskar Per Ted Person, född 4 augusti 1912 i Vendels församling, Uppsala län, död den 20 december 1980 i Gamla Uppsala församling, var en svensk målare, tecknare och grafiker.
Person studerade vid Tekniska skolan i Uppsala 1931–1933 vilket följdes av studier vid Ollers målarskola i Stockholm 1937–1938.  Separat ställde han ett flertal gånger i Uppsala och tillsammans med Christian Larsson och Sven Stålberg i Västerås. Han medverkade i Nationalmuseums Unga tecknare 1938, Fyra Unga som visades i Uppsala 1937 samt samlingsutställningar arrangerade Uplands konstförening. Hans konst består av interiörer, stilleben, stadsbilder och landskapsskildringar från Uppsalaslätten, Västkusten och Norrland utförda i olja, pastell, akvarell eller gouache. Som grafiker arbetade han huvudsakligen med träsnitt. Person är representerad vid flera skolor i Uppsala. Han vilar på Gamla Uppsala kyrkogård.